# Alien Breed: Tower Assault
 (octobre 2016).
Si vous disposez d'ouvrages ou d'articles de référence ou si vous connaissez des sites web de qualité traitant du thème abordé ici, merci de compléter l'article en donnant les références utiles à sa vérifiabilité et en les liant à la section « Notes et références ».
Alien Breed: Tower Assault est un jeu vidéo développé par le studio britannique Team17, sorti en 1994 sur les ordinateurs Amiga et PC, et la console Amiga CD32.
Tower Assault est le troisième épisode de la série Alien Breed. C'est un jeu d'action en vue de dessus qui présente un mode deux joueurs en coopération. Il prend place dans un univers de science-fiction horrifique : le joueur incarne un marine de l'espace confronté à des créatures extra-terrestres hostiles dans les dédales confinés d'une colonie spatiale.

## Synopsis
La colonie minière de la planète Azarin 2E envoie un signal de détresse. Le cuirassé Herona est envoyé à leur secours mais est détruit à son arrivée par les systèmes de défense du centre de recherche militaire. John et Nash sont les seuls survivants et ont pour mission de rejoindre le centre pour y engager une procédure d'auto-destruction.

## Système de jeu
Le moteur de jeu est une version améliorée de celui utilisé pour Alien Breed II: The Horror Continues. Un des changements les plus importants est la mise en place de plusieurs sorties pour chaque niveau, ce qui rend Alien Breed: Tower Assault bien moins linéaire que ses prédécesseurs. Le texte au dos de la boîte indique qu'il y a plus de 276 façons différentes de finir le jeu.
Les autres ajouts incluent un mode 'Retraite', celui-ci permet au joueur de tirer avec son arme et de reculer en même temps, mais à vitesse réduite.
Le jeu comporte 55 niveaux répartis dans 9 secteurs différents.

## Développement
Le jeu a cette fois été programmé par Stefan Boberg. Les graphismes sont l'œuvre d'un adolescent de 16 ans à l'époque de la sortie du jeu, du nom de Tony Senghore. Allister Brimble est à nouveau aux commandes pour la partie musique et son du jeu. Sa mère, Lynette Reade, est la voix féminine du jeu (tout comme pour les précédents volets). John Allardice était chargé de la 3D.
Il existe des différences entre les versions du jeu qui sont sorties sur les principaux formats de l'époque. La version ECS est en 32 couleurs, la version AGA en 128 couleurs, et la version PC en 256 couleurs.